# Deltochilum femorale
Deltochilum femorale är en skalbaggsart som beskrevs av Bates 1870. Deltochilum femorale ingår i släktet Deltochilum och familjen bladhorningar. Inga underarter finns listade i Catalogue of Life.